# Pigeon Creek
Pigeon Creek és una concentració de població designada pel cens dels Estats Units a l'estat d'Ohio. Segons el cens del 2000 tenia 945 habitants.

## Demografia
Segons el cens del 2000, Pigeon Creek tenia 945 habitants, 322 habitatges, i 285 famílies. La densitat de població era de 410 habitants per km².
Dels 322 habitatges en un 43,5% hi vivien nens de menys de 18 anys, en un 82,6% hi vivien parelles casades, en un 4,3% dones solteres, i en un 11,2% no eren unitats familiars. En el 9% dels habitatges hi vivien persones soles el 2,2% de les quals corresponia a persones de 65 anys o més que vivien soles. El nombre mitjà de persones vivint en cada habitatge era de 2,93 i el nombre mitjà de persones que vivien en cada família era de 3,14.
Per edats la població es repartia de la següent manera: un 29,7% tenia menys de 18 anys, un 4,3% entre 18 i 24, un 21,8% entre 25 i 44, un 36% de 45 a 60 i un 8,1% 65 anys o més.
L'edat mediana era de 42 anys. Per cada 100 dones de 18 o més anys hi havia 98,2 homes.
La renda mediana per habitatge era de 73.750 $ i la renda mediana per família de 80.580 $. Els homes tenien una renda mediana de 51.534 $ mentre que les dones 35.000 $. La renda per capita de la població era de 34.771 $. Cap de les famílies estaven per davall del llindar de pobresa.

## Poblacions més properes
El següent diagrama mostra les poblacions més properes.